# Fenestraja
Fenestraja – rodzaj ryb chrzęstnoszkieletowych z rodziny Gurgesiellidae.

## Rozmieszczenie geograficzne
Do rodzaju należą gatunki występujące w wodach zachodniego Oceanu Atlantyckiego, zachodniego i północnego Oceanu Indyjskiego oraz zachodniego Oceanu Spokojnego.

## Morfologia
Długość ciała do 37,5 cm; masa ciała do.

## Systematyka
Rodzaj zdefiniowała w 1982 roku para amerykańskich ichtiologów John McEachran i Leonard Compagno w artykule poświęconym wzajemnym powiązaniom w obrębie rodzaju Breviraja w oparciu o struktury anatomiczne opublikowanym w czasopiśmie Bulletin of Marine Science. Gatunkiem typowym jest (oryginalne oznaczenie) F. plutonia.

### Etymologia
Fenestraja: łac. fenestra ‘okno, otwarcie’; raia ‘płaszczka, raja’.

### Podział systematyczny
Do rodzaju należą następujące gatunki:
- Fenestraja atripinna (Bigelow & Schroeder, 1950)
- Fenestraja cubensis (Bigelow & Schroeder, 1950)
- Fenestraja ishiyamai (Bigelow & Schroeder, 1962)
- Fenestraja maceachrani (Séret, 1989)
- Fenestraja mamillidens (Alcock, 1889)
- Fenestraja plutonia (Garman, 1881)
- Fenestraja sibogae (Weber, 1913)
- Fenestraja sinusmexicanus (Bigelow & Schroeder, 1950)